# باول مكاي
باول مكاي (بالإنجليزية: Paul McKay) (19 نوفمبر 1996 بغلاسكو في المملكة المتحدة - ) هو لاعب كرة قدم بريطاني في مركز الهجوم. لعب مع ليدز يونايتد ونادي دونكاستر روفرز ونادي غاينسبورو ترينيتي وIlkeston F.C. ‏.

## وصلات خارجية
- باول مكاي على موقع قاعدة بيانات كرة القدم.إي يو (الإنجليزية)
- باول مكاي على موقع Soccerbase.com (لاعب) (الإنجليزية)